# Recherche généalogique en Belgique
 (juillet 2014).
Si vous disposez d'ouvrages ou d'articles de référence ou si vous connaissez des sites web de qualité traitant du thème abordé ici, merci de compléter l'article en donnant les références utiles à sa vérifiabilité et en les liant à la section « Notes et références ».

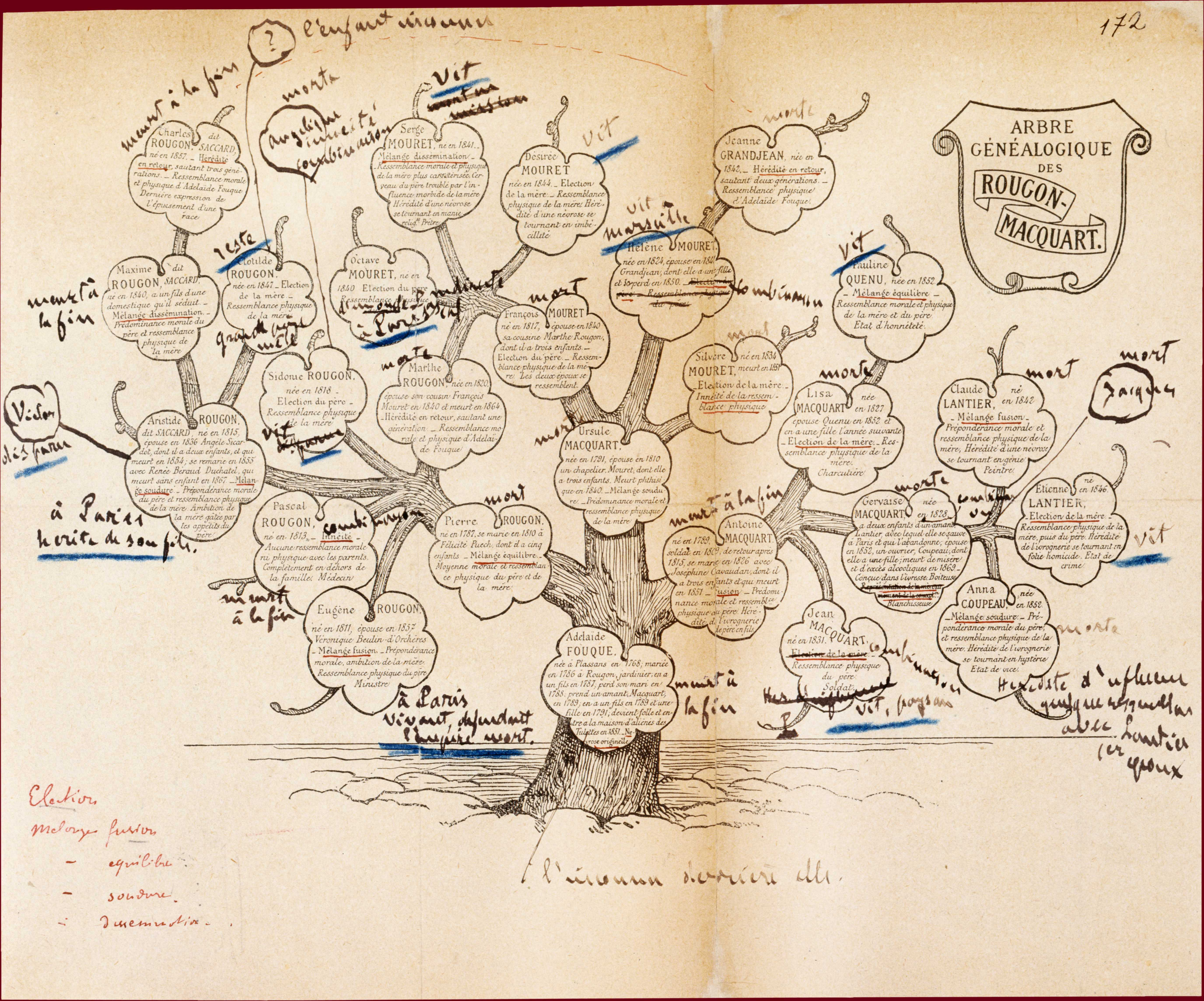
Arbre généalogique des Rougon-Macquart annoté.

Cet article présente les particularités propres à la recherche généalogique en Belgique.

## Associations généalogiques
Plusieurs associations généalogiques existent en Belgique.
Le Service de centralisation des études généalogiques et démographiques de Belgique (S.C.G.D.) mettait à disposition une série de services pour les recherches généalogiques, dont une  bibliothèque, une base de données informatisées et un relevé complet des mariages des provinces de Namur, de Liège, du Luxembourg, ainsi qu'un relevé partiel des mariages du Hainaut et de Bruxelles. Le centre de documentation de Bruxelles a également réalisé un fichier unique des mariages du XVIIIe siècle des huit paroisses bruxelloises. Le centre n'est plus ouvert depuis 2 ans.
GENAM accueille toute personne intéressée par des recherches, des échanges et de l’entraide dans les domaines de la généalogie et de l’histoire locale sur le territoire de l’actuelle Province de Namur (https://projet-histoire.com/genam/) .
L’Office généalogique et héraldique de Belgique (O.G.H.B.) édite plusieurs publications.
Le Conseil héraldique flamand, issu du gouvernement flamand, est chargé de la concession d'armoiries et des drapeaux en faveur des communes, des provinces, ainsi qu'aux individus et aux organismes.

## Sources sur Internet
La création de sites web comme Geneanet (dépôt de liste éclair et d'arbre généalogique) ou CousinsGenWeb (dépôt de liste éclair), a facilité et généralisé la mise à disposition des travaux généalogiques réalisés par chacun. Il y a aujourd'hui sur ces sites une énorme masse de travaux dans laquelle le généalogiste trouve souvent des pistes intéressantes.
Les Archives générales du Royaume de Belgique sont une base de données nominales pour toute la Belgique (en français, néerlandais, anglais et allemand).

### Bases de données de généalogie
- Baptêmes, naissances, mariages, décès et sépultures (plus d'un million d'actes dépouillés) de diverses communes surtout francophones du pays : http://netradyle.be/patronyme.html
- Dépouillements personnels de nombreuses paroisses et villes de Wallonie, et plus particulièrement la région de Dinant : http://www.genedinant.be/actes/
- Éléments essentiels des actes des registres de la Flandre Occidentale saisis par les bénévoles des Archives d'État de Bruges (Brugge) et Courtrai (Kortrijk) : https://www.vrijwilligersrab.be/fr
- Relevé de divers mariages de Flandre Occidentale et du Hainaut : http://westvlaanderen.free.fr/
- Sépultures des Frères Alexiens de Gand sous l’Ancien Régime (environ un cinquième de tous les décès existants) : http://www.gent.be/
- Bases de données diverses du Pays de Herve : http://perso.infonie.be/
- Tables de mariages du Limbourg belge (en flamand) – travail de Robert Croes : http://users.skynet.be/fa041422/lijst gem tot.html
- Mariages au Pays de Waas (en flamand) – travail du VVF : http://www.vvflandvanwaas.be/
- Tables de registres paroissiaux de diverses communes aux alentours de Bruxelles (en flamand) – travail du Cercle Historique Opwijk-Mazenzele et Luc Annaert : http://www.heemkringopwijk.be/
- Malines (Mechelen)  et sa région (en flamand – travail de  “De Ware Vrienden van het Archief”) : http://www.dewarevrienden.net/DWV/
- Projet « Généalo » - nombreuses bases de données concernant les provinces du  Hainaut belge, la Flandre occidentale (Westvlaanderen) et la Flandre orientale (Oostvlaanderen), mais aussi les départements du Nord et du Pas de Calais : https://www.genealo.net
- Base de données sur Denderleeuw et la région :  http://home.base.be/erikwitter
- Base de données sur Bruxelles (centre) : http://www.donnees-genealogiques.eu
- Dépouillement des registres paroissiaux et d'état-civil de Flavion (Florennes) : http://www.flavion.net

### Listes de diffusion et newsgroup généalogiques
Les associations et listes de diffusion généalogiques permettent au généalogiste de rencontrer d'autres généalogistes effectuant des recherches similaires. On trouve essentiellement deux types de listes de diffusion :
- les listes de diffusion qui sont dédiées à une région, un département ou un « pays »  ou éventuellement une commune ou une paroisse ;
- les listes de diffusion rassemblant tous les généalogistes intéressés par un patronyme.

### Sites Web d'entraide
Des sites d'entraide généalogiques permettent au généalogiste de faire rechercher un acte à distance par un bénévole. La demande est très forte, aussi les demandes de recherche sont contingentées.

## Généalogistes successoraux
Les généalogistes successoraux en Belgique sont spécialisés dans la recherche des héritiers, notamment dans les situations où la filiation est incertaine ou les héritiers difficiles à identifier. Ces professionnels travaillent souvent en collaboration avec des notaires et des avocats pour résoudre des questions successorales complexes. Des cabinets comme Geritance interviennent dans ce domaine en utilisant des archives et des bases de données spécialisées. 

## Numérisation des archives
La numérisation concerne essentiellement l'état-civil, parfois le cadastre et les recensements. La numérisation est inégale selon les communes, avec les divers cas de figure suivants :
- les photos des actes d'état-civil sont accessibles sur internet. L'accès se fait généralement par commune ou paroisse, et par période. De plus en plus de services d'archives proposent ce service ;
- seules les tables décennales sont accessibles sur internet ;
- les photos des actes sont consultables sur ordinateur dans les locaux des archives et il existe un index des actes consultables par internet ;
- les photos des actes sont consultables sur des lecteurs de microfilms dans les locaux du service d'archives.

### Ouvrages utiles
- Marie Cappart, Le guide de la généalogie en Belgique, Éditions Jourdan, 2017, 285 p. (ISBN 978-2-87466-442-7)
- Christophe Drugy et Marie-Odile Mergnac, Retrouver ses ancêtres belges et luxembourgeois, Archives & Culture, 2019, 80 p. (ISBN 978-2-35077-315-5)